# La Zizanie (Astérix)
Pour les articles homonymes, voir La Zizanie.
La Zizanie est le quinzième album de la bande dessinée Astérix, publié en 1970, scénarisé par René Goscinny et dessiné par Albert Uderzo.
Il a été pré-publié dans le journal Pilote du no 531 (8 janvier 1970) au no 552 (4 juin 1970).

## Résumé
Jules César se voit refuser par le Sénat des fonds pour de nouvelles conquêtes, étant donné qu'un simple village de Gaulois lui résiste encore et toujours. Il décide donc d'en finir une bonne fois pour toutes avec les Irréductibles. Après une réunion avec ses conseillers, il décide d'envoyer aux Gaulois, dans l'espoir de provoquer la discorde chez eux, Tullius Détritus, un Romain qui a le don inouï de semer la zizanie partout où il passe.
Amené à bord d'une galère romaine où il cause disputes et bagarres, y compris chez les pirates qui allaient attaquer la galère, Détritus arrive en Gaule, au camp d'Aquarium, chez le centurion Caius Aérobus. Son premier geste est d'offrir, le jour de l'anniversaire d'Abraracourcix, un vase précieux à Astérix, qu'il prétend être « l'homme le plus important du village ». S'ensuivent jalousies, commérages, querelles et altercations en tous genres ; après une « guerre psychologique » finement menée (notamment via une fausse potion magique), Détritus sème donc la discorde dans le petit village gaulois où tout le monde se méfie de tout le monde.
Astérix, Obélix et Panoramix font semblant de quitter à jamais le village, vexés par le comportement de leurs amis. Mais malgré la crédulité des villageois, la sagesse d'Astérix et de Panoramix retourne la calomnie contre son auteur. Le calme et la concorde reviennent, au terme d'une grande bataille qui voit les quatre garnisons romaines autour du village lancer une offensive simultanée qui se solde par une défaite, malgré le grand nombre de légionnaires.
Astérix prend Détritus à son propre piège en semant la zizanie chez les Romains, leur faisant croire que Détritus était le complice des Gaulois contre eux. Ce dernier est renvoyé à César pour un procès de haute trahison.
Le lendemain, Astérix provoque délibérément une zizanie parmi les villageois pour prendre sa revanche sur leur récent comportement. Mais tout se termine bien et un banquet célèbre la fin de la zizanie.

## Personnages principaux
- Les habitants du village gaulois, dont : 
  - Astérix, guerrier,
  - Obélix, livreur de menhir,
  - Idéfix, chien d'Obélix,
  - Abraracourcix, chef du village,
  - Bonemine, épouse d'Abraracourcix,
  - Assurancetourix, barde,
  - Cétautomatix, forgeron,
  - Agecanonix, vieillard,
  - Ordralphabétix, poissonnier,
  - Iélosubmarine, poissonnière, épouse d'Ordralphabétix,
  - Panoramix, druide,
  - épouse d'Agecanonix,
  - épouse de Cétautomatix,
- Jules César, imperator romain ;
- Stradivarius, sénateur romain,
- Brutus, fils adoptif de César,
- Tullius Détritus, Romain semeur de zizanie,
- L'équipage de la galère romaine, dont :
  - le capitaine,
  - Véracrus et Victoiralapirus, galériens,
  - la vigie,
- Les pirates, dont : 
  - Barbe-Rouge (non nommé), chef des pirates,
  - Triple-Patte (non nommé), pirate unijambiste disant des citations latines,
  - Baba (non nommé), vigie des pirates,
- Les Romains du camp d'Aquarium, dont :
  - Caius Aérobus, centurion,
  - Savancosinus et Montladsus, légionnaires.

## Analyse

### Scénario
C'est la première apparition des épouses d'Agecanonix et de Cétautomatix, jamais nommées dans la série des BD par les auteurs, ni dans les dessins animés, ni dans les films. Seul le personnel du Parc Astérix a baptisé la jeune épouse d'Agecanonix Taillefine. Elle est nettement plus jeune que son mari (qui avait 93 ans dans l'album Astérix aux Jeux olympiques), environ 30-35 ans, l'âge approximatif d'Astérix et Obélix. On ignore depuis quand elle et Agecanonix sont mariés, d'autant qu'on voyait, dans les albums précédents, Agecanonix lorgner d'autres jeunes femmes.
C'est la seconde apparition de Brutus, fils adoptif de Jules César, déjà vu dans Astérix gladiateur. On le retrouvera aussi dans les albums Le Devin, Le Fils d'Astérix et La Fille de Vercingétorix. Il a les traits de l'acteur Tony Curtis.[réf. nécessaire]
De même, le centurion Caius Aérobus a les traits de l'acteur Lino Ventura,.
Le dialogue entre Jules César et Brutus : « Toi aussi, mon fils » – « Un de ces jours, je m'en vais te me le… » est une des nombreuses références dans Astérix à la célèbre phrase Tu quoque mi fili censée avoir été prononcée par César, poignardé par Brutus.
Planche 1, case 2 page 5 : Le commentaire dit : ...le vieux sénateur Stradivarius, de sa voix bien modulée habituée à faire vibrer les foules, règle ses comptes avec César. La description de cette voix renvoie aux capacités sonores, dont le vibrato, d'un violon stradivarius.
Le nom du légionnaire romain Savancosinus est un clin d'œil au savant Cosinus, personnage de BD créé par le dessinateur Christophe en 1893.
C'est la première fois que les quatre camps retranchés romains entourant le village (Aquarium, Babaorum, Laudanum et Petibonum) s'unissent pour attaquer les irréductibles Gaulois.
Le personnage de Tullius Détritus apparaît comme l'un des principaux antagonistes du film Astérix et Obélix contre César, interprété par Roberto Benigni. Il y est présenté comme un officier de César, rusé, ambitieux, déloyal et fourbe. Ce n'est pas le cas dans la BD, où ses origines ne sont pas indiquées : on sait seulement qu'il était locataire d'un immeuble dont les habitants, victimes des disputes qu'il provoque régulièrement, avaient obtenu qu'il soit dévoré par les lions dans l'arène : ce fut un échec, les fauves s'étant entredévorés sans même le toucher.

### Théorie de la communication
La stratégie de manipulation de Tullius Détritus repose sur une série de paradoxes de la communication : chacun de ses messages est mésinterprété ou surinterprété par ses auditeurs de façon à brouiller leurs repères et leur faire prendre leurs proches pour ce qu'ils ne sont pas. Le caractère « malsain » de cette communication est souligné par la typographie : les bulles sont vertes quand les personnages parlent sous l'influence perverse de Détritus. Lors de sa première rencontre avec Jules César, il montre son savoir-faire en faisant croire à César que ses conseillers le prennent pour un naïf : César, d'abord furieux contre eux, comprend la ruse et apprécie le savoir-faire du fourbe ; il en déduit que Détritus n'aura pas de mal à berner les Gaulois. Plus tard, Détritus multiplie les fausses pistes en faisant croire aux pirates que l'un d'eux joue double jeu, puis aux Gaulois que les Romains considèrent Astérix comme « l'homme le plus important du village », ce qui provoque la consternation du vrai chef, Abraracourcix, et surtout la fureur de l'épouse de celui-ci, Bonemine, toujours prête à se lancer dans une scène de ménage. Puis Détritus présente comme la première phase de sa guerre psychologique une opération qui, à première vue, ne relève guère de la psychologie : un coup de massue donné par un légionnaire aussi robuste que simple d'esprit. Le centurion romain lui-même ne comprend plus rien à cette stratégie trop subtile. Astérix arrivera à déjouer les pièges du manipulateur en retournant ses procédés d'intoxication contre lui : par une poignée de main et un don symbolique, il introduit la discorde chez l'ennemi en faisant croire aux Romains que Détritus travaillait depuis le début pour provoquer leur défaite.

### Citations latines
- Mea Requies (Mon Repos) : nom de la résidence secondaire de Jules César.
- Cave canem (Attention au chien) : inscription sur le portail de la résidence secondaire de Jules César.
- Auri sacra fames (Exécrable soif de l'or) : phrase prononcée par le pirate Triple-Patte.
- Quid ? (Quoi ?) : interjection émise par un légionnaire du camp d'Aquarium.

## Publication
- Pilote du No 531 (8 janvier 1970) au No 552 (4 juin 1970)
- Lombard (1970)
- Dargaud (1970)
- Tirage original : 1 000 000 exemplaires.

## Spectacle radiophonique
- Le 23 novembre 2019, à l'occasion des 60 ans d'Astérix, France Culture crée, au studio 104 de Radio France, un spectacle radiophonique en public tiré de la bande dessinée La Zizanie[4] intitulé « Astérix et la Zizanie »[5] (durée : 59 minutes), avec Laurent Stocker de la Comédie-Française (Astérix), Guillaume Briat (Obélix) et Rufus (Narrateur).